# Sport à Amiens
Amiens est une ville française récompensée, en 1969 puis en 1999, comme la ville la plus sportive de France par le magazine l'Équipe.
En 2015, Amiens Métropole compte plus de 300 associations sportives et de loisirs sportifs : environ 150 associations sont regroupées au sein de l'Office des Sports d'Amiens Métropole et 150 autres y sont référencées sans en être adhérentes. Selon ce même Office des Sports, hors licences scolaires et universitaires, Amiens compte 25 000 licenciés sportifs (35 000 licenciés dans l'ensemble de la communauté d'agglomération d'Amiens Métropole) évoluant dans 72 disciplines différentes.
La culture sportive locale est dominée par le football et les sports de crosse (principalement le hockey sur glace). Toutefois, la ville se distingue, au gré des époques, dans d'autres disciplines en remportant des titres internationaux et nationaux en natation, athlétisme, football américain, tennis de table, etc.

## Les principaux clubs sportifs
La ville a une culture forte et ancienne des sports de crosse.
Le club de hockey sur glace est aujourd'hui le plus populaire d'entre eux. Doubles champions de France, les Gothiques d'Amiens est le club comptant le plus grand nombre de saisons consécutives en Ligue Magnus (depuis 1982 sans être relégué).
Les clubs de hockey sur gazon et en salle, de roller hockey, de floorball sont moins médiatisés mais évoluent également en Première Division de leurs championnats respectifs et possèdent d'importants palmarès à l'image de l'Amiens Sports Club, sextuple champion de France de hockey sur gazon, septuple champion de France de hockey en salle, vice-champion d’Europe et vainqueur de la Coupe d'Europe des clubs.
Du milieu des années 1960 au milieu des années 1970, l'Amiens Sport Tennis de table brille à travers son équipe première masculine qui remporte à trois reprises le championnat de France ainsi que deux coupes de France. Ces titres valent au club d'être le premier, dans l'histoire du sport picard, à participer à une Coupe d'Europe.
Au cœur des années 1970, l'équipe féminine de l'ASC Basketball évolue pendant plusieurs saisons au plus haut niveau du championnat de France, comptant notamment dans ses rangs les internationales Aniéla Kaczamarow et Dominique Sinsoilliez.
Créé dans la deuxième moitié des années 1990, le Pôle Espoirs de judo, initié et entraîné par Cathy Fleury, forme plusieurs judokas de renom : Morgane Ribout (championne du monde en 2009), Pénélope Bonna (championne d'Europe en 2011), Lucie Louette (championne d'Europe en 2013), Loïc Korval (champion Europe en 2014 et médaillé de bronze aux championnats du monde), Madeleine Malonga (championne d'Europe en 2018).
Dans les années 2000, les Spartiates d'Amiens deviennent l'un des fers de lance du football américain en France. Un premier pôle de détection est créé en 1999 avant de devenir Pôle France Jeune dès 2002. De nombreux joueurs amiénois intègrent les équipes de France et s'illustrent dans les compétitions internationales. Le club remporte trois titres de Champion de France (2004, 2010, 2012) et participe à une demi-finale de Coupe d’Europe ainsi qu'à deux quart de finale. En 2006, Amiens est la première ville française à bâtir un stade destiné à la pratique exclusive de ce sport (Stade du Grand Marais).
Les années 2010 voient l'émergence de l'Amiens Métropole Natation comme l'un des clubs phares de la natation française. Les nageurs du Pôle France et leur chef de file Jérémy Stravius (champion olympique et premier champion du monde de l'histoire de la natation française) permettent à la ville de briller dans les compétitions internationales. L'Amiens Université Club Athlétisme se fait aussi remarquer grâce à ses bons résultats. Solidement installé dans le Top 8 de la Division Élite des clubs français d'athlétisme, il voit se révéler plusieurs athlètes de dimension européenne, voire mondiale à l'instar de Stella Akakpo, spécialiste du sprint.
En 2017, l'Amiens Sporting Club (ASC) accède pour la première fois de son histoire à l'élite du football français.
| Sport                              | Club                                                                                     | Division                                              | Fondation | Stade/Salle                        | Palmarès | Nombre de licenciés                       |
| ---------------------------------- | ---------------------------------------------------------------------------------------- | ----------------------------------------------------- | --------- | ---------------------------------- | --- | ----------------------------------------- |
| Athlétisme                         | Amiens Université Club Athlétisme (AUC Athlétisme)                                       | Division Élite A                                      | 1960      | Stade Urbain-Wallet                | | 850 licenciés en 2014                     |
| Aviron                             | Sport Nautique d'Amiens (SNA)                                                            | D1                                                    | 1866      | Sport Nautique d'Amiens            | | 465 licenciés en 2013                     |
| Badminton                          | Amiens Université Club Badminton (AUC Badminton)                                         | Nationale 3 (D4)                                      | 1986      | Gymnase Auguste-Janvier            | | 205 licenciés en 2014                     |
| Basketball                         | Étoile Sportive des Cheminots de Longueau Amiens Métropole Somme Basket Ball (ESCLAMSBB) | Nationale 2 (D4)                                      | 1923      | Salle Georges Pellerin             | |                                           |
| Escrime                            | Cercle d'Escrime d'Amiens Métropole (CEAM) (ex Salle d'armes d'Amiens)                   | Équipe féminine : Nationale 2 (D2)                    | 1886      | Gymnase Auguste-Janvier            | Nombreux résultats lors des Championnats de France d'escrime | 150 licenciés                             |
| Escrime                            | Cercle d'Escrime d'Amiens Métropole (CEAM) (ex Salle d'armes d'Amiens)                   | Équipe masculine : Nationale 2 (D2)                   | 1886      | Gymnase Auguste-Janvier            | Nombreux résultats lors des Championnats de France d'escrime | 150 licenciés                             |
| Floorball                          | Hoplites d'Ambiani                                                                       | D1                                                    | 2008      | Halle des sports des quatre chênes | | 100 licenciés en 2015                     |
| Football                           | Amiens Sporting Club (Amiens SC)                                                         | Ligue 1 (D1)                                          | 1901      | Stade de la Licorne                | Finaliste de la Coupe de France en 2001 Demi-finaliste de Coupe de France en 1930 et en 2008 Vice-champion de France de Ligue 2 saison 2016-2017 et accession à la Ligue 1 |                                           |
| Football                           | Athlétic Club Amiens Football (AC Amiens)                                                | National 3 (D5)                                       | 1977      | Stade Jean-Bouin                   | 32e de finale de la Coupe de France en 2013 et 2014 |                                           |
| Football américain                 | Spartiates d'Amiens                                                                      | Casque de diamant (D1) / Pôle France                  | 1987      | Stade du Grand Marais              | Champion de France en 2004, 2010 et 2012 Vice-champion de France en 2005 Qualification à l'Eurobowl en 2005, 2011, 2013 Demi-Finaliste de l'EFAF Cup en 2012 | 200 licenciés en 2015                     |
| Golf                               | Golf Club d'Amiens                                                                       | Trophée Gounouilhou (D1)                              | 1924      | Golf Club du Grand Amiens          | | 530 membres en 2013                       |
| Handball                           | Amiens Picardie Hand (APH)                                                               | Nationale 1 (D3)                                      | 1991      | Coliseum                           | 16e de finale de la Coupe de France en 2012 et 2015 |                                           |
| Hockey sur gazon (Hockey en salle) | Amiens Sports Club                                                                       | Élite (D1)                                            | 1928      | Stade Dupontreué                   | Masculin : Champion de France Gazon en 1981, 1982, 1986, 1987, 1988, 1989 Champion de France Salle en 1982, 1983, 1986, 1987, 1988, 1989, 1991 Vainqueur de la Coupe de France en 1984 et 1988 Vainqueur de la Coupe d'Europe des clubs champions A Salle en 1987 Vainqueur de la Coupe d'Europe des clubs champions B Gazon Vice-champion d'Europe des clubs champions B Gazon Féminin : Championne de France Gazon en 1983, 1984, 1993, 1995 Championne de France Salle en 1982, 1984, 1985, 1987, 1988, 1990, 1991, 1992, 1993, 1996 Vainqueur de la Coupe d'Europe des clubs champions B Salle en 1993 Vice-championne d'Europe des clubs champions B Salle en 1996 Vice-championne d'Europe des clubs champions B Gazon en 1985 et 1996 Vice-championne d'Europe des Vainqueurs de Coupe B Gazon en 1993 |                                           |
| Hockey sur glace                   | Gothiques d'Amiens                                                                       | Saxoprint Ligue Magnus (D1)                           | 1967      | Coliseum                           | Champion de France en 1999 et 2004 Vice-champion de France en 1989, 1997, 1998, 2003 et 2006 Vainqueur de la Coupe de France en 2019 et finaliste en 2015 |                                           |
| Natation                           | Amiens Métropole Natation                                                                | N1A (Division élite des clubs français) / Pôle France | 1991      | Coliseum                           | Titres mondiaux, olympiques, européens en individuel et nombreux titres nationaux |                                           |
| Roller in line hockey              | Écureuils d'Amiens                                                                       | Nationale 1 (D2)                                      | 1996      | Gymnase de la Veillère             | Vice-champion de France en 2010 Finaliste de la Coupe de France en 2007 Quart de finaliste du Championnat d'Europe des clubs en 2011 | 220 licenciés en 2014                     |
| Rugby à XV                         | Rugby Club Amiénois (RCA)                                                                | Honneur                                               | 1900      | Stade Charassain                   | | 350 licenciés en 2014                     |
| Tennis                             | Amiens Athlétic Club Tennis (AAC)                                                        |                                                       | 1904      |                                    | | 1 000 licenciés en 2013 (Top 10 français) |
| Tennis de table                    | Amiens Sport Tennis de table (ASTT)                                                      | Nationale 1 (D3)                                      | 1945      | Gymnase Albéric-Labaume            | Champion de France en 1967, 1968 et 1969 Vice-champion de France en 1970 Vainqueur de la Coupe de France en 1966 et 1967 | 230 licenciés en 2014                     |
| Tir à l'arc                        | Compagnie d'arc d'Amiens                                                                 |                                                       | 1803      | Jeu d'Arc / Gymnase Jean Renaux    | Depuis 2000 · Championnats de France : - 9 x Médaille d'or - 7 x Médaille d'argent - 6 x Médaille de bronze Jeux mondiaux : - 4 x Médaille d'or - 1 x Médaille d'argent - 1 x Médaille de bronze | 92 licenciés en 2022                      |
| Volley-ball                        | Amiens Métropole Volley-Ball (AMVB) (équipe masculine)                                   | Élite Masculine (D3)                                  | 1967      |                                    | | 200 licenciés en 2013                     |

- Division 1
- Division 2

### Palmarès national en sports collectifs

#### Masculin
- Football américain (Spartiates d'Amiens)
  - Champion de France en 2004, 2010 et 2012
- Hockey sur gazon (Amiens Sports Club)
  - Champion de France en 1981, 1982, 1986, 1987, 1988 et 1989
  - Vainqueur de la Coupe de France en 1984 et 1988
- Hockey en salle (Amiens Sports Club)
  - Champion de France en 1982, 1983, 1986, 1987, 1988, 1989, 1991
- Hockey sur glace (Gothiques d'Amiens)
  - Champion de France en 1999 et 2004
  - Vainqueur de la Coupe de France en Coupe de France de hockey sur glace 2018-2019
- Tennis de table (par équipes) (Amiens Sport Tennis de table)
  - Champion de France en 1967, 1968 et 1969
  - Vainqueur de la Coupe de France en 1966 et 1967

#### Féminin
- Hockey sur gazon (Amiens Sports Club)
  - Champion de France en 1983, 1984, 1993 et 1995
- Hockey en salle (Amiens Sports Club)
  - Champion de France en 1982, 1984, 1985, 1987, 1988, 1990, 1991, 1992, 1993 et 1996

### Anciens clubs
| Sport       | Club                                                            | Division                     | Fondation | Stade/Salle                      | Palmarès | Commentaires                         |
| ----------- | --------------------------------------------------------------- | ---------------------------- | --------- | -------------------------------- | -------- | ------------------------------------ |
| Volley-ball | Amiens Longueau Métropole Volley-Ball (ALMVB) (équipe féminine) | Division Élite Féminine (D2) | 2000      | ColiseumGymnase Georges-Pellerin |          | Dissout à la suite d'une liquidation |

## Les principaux équipements sportifs
| - Complexe sportif Gustave Charpentier (salles musculation, boxe, dojo) - Complexe sportif Michel Dupontreué (salle de gym) - Complexe sportif Jean Renaux (gymnase, dojo) - Gymnase Winston Churchill (gymnastique) - Gymnase Beaumarchais - Gymnase Jean Bouin - Gymnase Guynemer - Gymnase La Paix - Piscine le Nautilus - Stade Henri Leclerc - Stade Gustave Charpentier - Stade Dupontreué (synthétique, hockey sur gazon) - Stade Henri Leclercq - Stade La Paix (synthétique) | - Gymnase et Piscine Georges Vallerey - Gymnase Georges Elbeuf - Gymnase Stéphane Fournier - Gymnase Jean-Marc Laurent - Halle des sports des quatre chênes - Jeu d'arc (terrain de tir à l'arc) - CRJS Albéric Labaume (salle tennis de table) - CRJS Centre de Ligue de Tennis (AAC) - Stade et Halle Urbain Wallet (athlétisme) - Stand de Tir - Stade Charassain - Stade Delaporte - Stade Moulonguet | - Amiens équitation - Base nautique Chès Barboteux - Boulodrome Robert Gomila - Complexe sportif Emile Guégan (gymnase, tennis de table) - Complexe sportif Emile Moiroud (salle judo, boxe française) - Dojo régional - Gymnase Coliseum - Gymnase Georges Cuisset - Gymnase Étouvie - Gymnase La Hotoie - Gymnase La Teinturerie - Gymnase La Veillère (salle de danse, boxe) - Halle des sports Etouvie (tennis de table) - Hippodrome du petit Saint-Jean - Piscine et patinoire Coliseum - Salle de l'Étoile (lutte, muaythaï) - Sport Nautique d’Amiens - Stade des Carmiers - Stade Montières-Etouvie - Stade Emile Guégan - Stade de la Licorne - Stades du Grand Marais (synthétique, football américain) - Tennis Club Amiens Métropole | - Complexe gymnique Jean-Claude Descamps - Gymnase Auguste Janvier - Gymnase Luzarches - Gymnase Edmond Rostand - Gymnase Elsa Triolet - Halle des sports l'Atlantic (salle boxe, musculation, judo) - Salle d'escrime René Lenoir - Stade Condorcet - Stade Virgile Dufossé - Terrain de foot « Parc Léon Pille » - Terrain de foot Elsa Triolet - Terrain de foot « plateau Vilquin » |

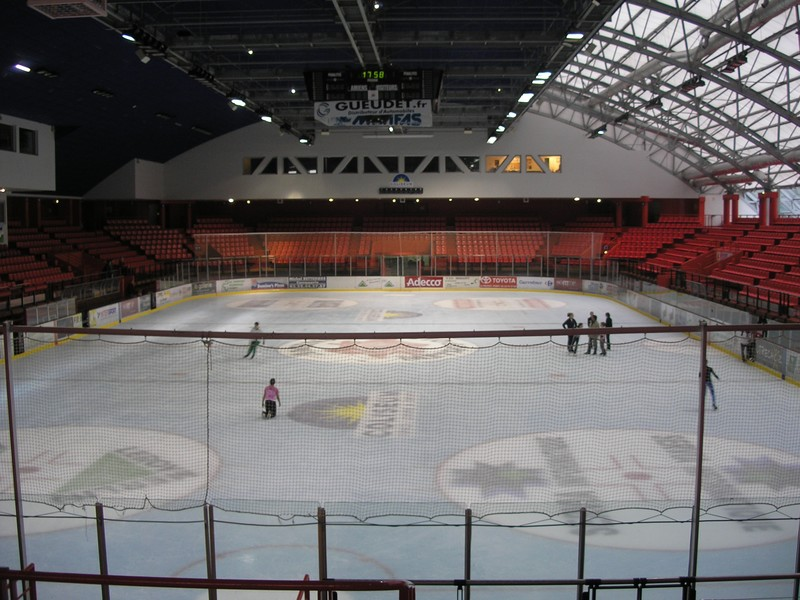
La grande patinoire du Coliseum
Stade de la Licorne
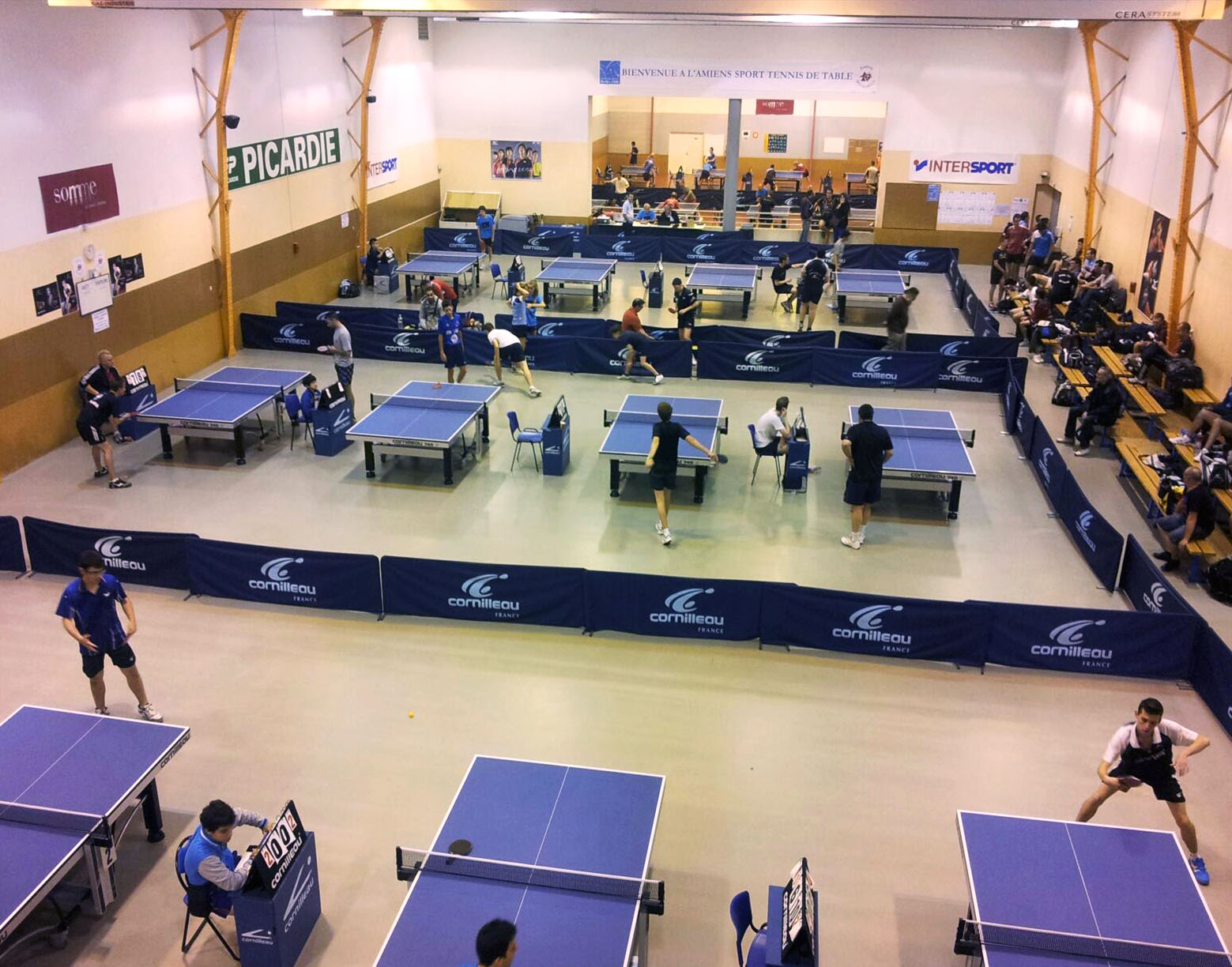
CRJS Albéric-Labaume

## Calendrier sportif amiénois

### Événements annuels
| Mois              | Événement                                                          | Sujet | Nombre d'éditions(En 2016) |
| ----------------- | ------------------------------------------------------------------ | --- | -------------------------- |
| Janvier → Février | Open Hiver d’Amiens Métropole                                      | Tournoi de tennis appartenant au Circuit National des Grands Tournois (CNGT), il se déroule sur 5 semaines et en 2 phases : les phases qualificatives (Joueurs non classés à 0) et les phases finales (Joueurs négatifs au Top 30 français). | 11                         |
| Février           | FFN Golden Tour                                                    | Meeting international de natation, ce circuit FFN fait escale dans quatre villes (Amiens, Marseille, Nice et Nancy) avec la présence de grands noms de la discipline. | 4                          |
| Février           | On est tous handballeurs                                           | Opération de promotion du handball qui propose généralement un match de gala au Coliseum accompagné de diverses animations. | 6                          |
| Février           | La Nuit du Volley                                                  | Tournoi de nuit réunissant une vingtaine d’équipes obligatoirement mixte et s'affrontant à 4 contre 4. Pour donner à chacun la possibilité de participer, 2 catégories de niveau sont établies : d’un côté le niveau 1 (Nationale et Régionale) et de l’autre le niveau 2 (non licencié, débutant, loisirs, etc.).                               |                            |
| Février           | Les 4 saisons d’Amiens Métropole (1)                               | Les courses des 4 saisons se déroulent quatre fois dans l'année, à raison d'une édition par saison. Elles se composent d'épreuves de courses à pied 5 km et 10 km sur un parcours plat dans le Parc du Grand Marais et sur les berges de la Somme. L'édition d'Hiver a lieu au mois de février.                                                  |                            |
| Mars              | Course solidaire féminine                                          | Course de 5 km autour du bassin du parc de la Hotoie organisée dans le cadre de la Journée internationale des droits de la femme. | 7                          |
| Mars              | Tournoi International Féminin d'Amiens 10.000$ ITF Women's Circuit | Sous l'égide de la Fédération internationale de tennis, cette épreuve fait partie des tournois internationaux féminins comptant pour le classement mondial WTA. | 19                         |
| Mars              | Régates d'Amiens                                                   | Régates d'aviron sur le canal de la Somme entre le Port d'Amont et la rue Voyelle. |                            |
| Mars              | Les 4 saisons d’Amiens Métropole (2)                               | L'édition de Printemps des courses des 4 saisons d'Amiens Métropole. |                            |
| Avril             | Tournoi National de l'ASTT                                         | Tournoi national de tennis de table organisé par l'ASTT. Il réunit une cinquantaine de clubs et environ 150 pongistes le temps d'un week-end. | 15                         |
| Avril             | Volley-Signes                                                      | Organisée par la section HandiVolley du club d'Amiens Longueau Métropole Volley-Ball, cette rencontre réunit sourds et entendants autour du volley-ball. | 5                          |
| Avril             | 20 000 lieues dans les airs                                        | Plus grande manifestation aéronautique au nord de Paris, elle propose durant 2 jours des vols découvertes en avion, en ULM, en planeur ainsi que des baptêmes de l'air et des animations. | 13                         |
| Mai               | La Coupe au Bowl                                                   | Jam session et contest de skateboard se déroulant au parc du Grand Marais. | 9                          |
| Mai               | Challenge Cyprien Chokki                                           | Tournoi masculin de basket-ball de rue (trois contre trois) se déroulant à la halle du Colvert. | 17                         |
| Mai               | Girls in da Ground                                                 | Tournoi féminin de basket-ball de rue (trois contre trois) se déroulant au gymnase Emile Moiroud. | 10                         |
| Mai               | Amiens Rollers et Running                                          | Journée consacrée au roller où des courses, des parcours, des épreuves de saut, des démonstrations et des initiations sont proposés en plein centre-ville (fermé à la circulation pour l'occasion). | 30                         |
| Mai               | Tournoi international de football U13                              | Tournoi international masculin de football réservé aux U13. | 3                          |
| Mai               | Amiens Euro Basket                                                 | Tournoi international masculin de basket-ball réservé aux Minimes U15. | 19                         |
| Mai               | Prix Jean-Renaux (Critérium d'Amiens)                              | Course cycliste FFC programmée, fin mai ou début juin, dans le centre-ville. | 34                         |
| Mai               | Courir la Jules-Verne                                              | Cette course à pied féminine prend le relais de L'Amiénoise créée par Chantal Langlacé en 1999 (14 éditions). Plus grande course féminine du nord de la France, elle accueillait 7 500 coureurs participants aux différentes épreuves du programme.                                                                                              | 2                          |
| Juin              | Amiens Wakeboard Contest                                           | Compétition de wakeboard sur le quai Bélu, dans le quartier Saint-Leu. | 1                          |
| Juin              | Grand Prix d'Amiens Métropole (golf)                               | Épreuve inscrite dans le ranking mondial des meilleurs golfeurs amateurs. Elle se joue en strokeplay. | 24                         |
| Juin              | Faites du sport                                                    | Opération de promotion de la pratique sportive et des clubs métropolitains dans le centre-ville, au Coliseum et au parc Saint-Pierre. | 2                          |
| Juin              | Fête du nautisme                                                   | Durant 2 jours au parc Saint-Pierre, des activités nautiques sont proposées gratuitement au grand public. | 17                         |
| Juin              | Trophée National des Hortillons                                    | Compétition nationale de natation qui se tient durant un week-end au Coliseum. Après le meeting international FFN Golden Tour de février, il est le second rendez-vous important de la saison organisé par l’Amiens Métropole Natation. | 7                          |
| Juin              | Meeting National d'Athlétisme d'Amiens Métropole                   | Meeting d'athlétisme se tenant au Stade Urbain-Wallet avec plus de 150 athlètes de haut niveau français et étrangers (plus de 20 pays représentés chaque année). |                            |
| Juillet → Août    | Sportez-vous bien !                                                | Pendant 2 mois, au parc du Grand Marais, cette opération estivale offre à tous la possibilité de pratiquer gratuitement des activités sportives encadrées : marche nordique, jogging santé, beach-volley, roller, golf, tir à l’arc, course d’orientation pour le grand public, etc.                                                             |                            |
| Août              | Finale du Championnat de France de Ballon au poing                 | Chaque 15 août, au parc de la Hotoie, la ville reçoit les phases finales des sports picards et en particulier celles du sport traditionnel picard le plus emblématique : le Ballon au poing. Ce jeu se joue par équipes de six. Pour pouvoir frapper le ballon, les joueurs entourent leur main et leur poignet d'une bande de toile ou de cuir. |                            |
| Août              | Napoleon Cup                                                       | Tournoi international de hockey sur glace se déroulant le dernier week-end du mois d’août au Coliseum. Cette compétition de pré-saison oppose des équipes françaises (dont les Gothiques d'Amiens), européennes et canadiennes. | 3                          |
| Septembre         | Les 4 saisons d’Amiens Métropole (3)                               | L'édition d'été des courses des 4 saisons d'Amiens Métropole. |                            |
| Septembre         | National de Pétanque de la ville d'Amiens                          | Ce National de pétanque qui se déroule le temps d'un week-end au parc de la Hotoie est l'un des plus importants de France. Il attire plus de 3 000 joueurs et environ 9 000 spectateurs chaque année. | 27                         |
| Septembre         | Le Casque d'Ambiani                                                | Tournoi de pré-saison de floorball réunissant une dizaine d'équipes sur 2 jours. | 6                          |
| Octobre           | Grand Prix d’Amiens Métropole (hippisme)                           | Courses au trot et animations proposées gratuitement à l'Hippodrome du petit Saint-Jean. |                            |
| Novembre          | Les 4 saisons d’Amiens Métropole (4)                               | L'édition d'automne des courses des 4 saisons d'Amiens Métropole. |                            |
| Décembre          | Tournoi de l'ASC Judo                                              | Compétition de judo juniors appartenant au circuit Open Adidas. | 10                         |

### Événements exceptionnels

#### LeTour de France
Depuis l'origine du Tour de France en 1903, Amiens a été 10 fois ville de départ d'étape et 10 fois ville d'arrivée.
Le cyclisme a toujours été très prisé sur Amiens. Cet engouement est impulsé par le dynamisme des clubs amiénois, tels que l’Amiens Sporting Club, la Ruche, l'U.S. Camon-Cyclisme, l'Union Cycliste d’Amiens Faubourg de Hem, ou encore Les Amis du Cyclisme de Montières-Étouvie, qui, dès les années 1960 ont fait vivre le cyclisme lors de courses de quartiers.
| Année | Étapes                          | Vainqueurs de l'étape    | Maillots jaunes à l'issue de l'étape |
| 1932  | Malo-les-Bains - Amiens         | André Leducq             | André Leducq                         |
| 1932  | Amiens - Paris                  | André Leducq             | André Leducq                         |
| 1962  | Bruxelles (Bel) - Amiens        | Rudi Altig               | Rudi Altig                           |
| 1962  | Amiens - Le Havre               | Willy Vanden Berghen     | Rudi Altig                           |
| 1964  | Lisieux - Amiens                | André Darrigade          | Edward Sels                          |
| 1964  | Amiens - Forest (Bel)           | Bernard Van De Kerckhove | Bernard Van De Kerckhove             |
| 1967  | Caen - Amiens                   | Marino Basso             | Giancarlo Polidori                   |
| 1967  | Amiens - Roubaix                | Guido Reybrouck          | Joseph Spruyt                        |
| 1970  | Rouen - Amiens                  | Joseph Spruyt            | Italo Zilioli                        |
| 1970  | Amiens - Valenciennes           | Roger De Vlaeminck       | Eddy Merckx                          |
| 1971  | Roubaix - Amiens                | Eric Leman               | Eddy Merckx                          |
| 1971  | Amiens - Le Touquet-Paris-Plage | Mauro Simonetti          | Eddy Merckx                          |
| 1975  | Roubaix - Amiens                | Karel Rottiers           | Francesco Moser                      |
| 1975  | Amiens - Versailles             | Jacques Esclassan        | Francesco Moser                      |
| 1979  | Amiens - Roubaix                | Ludo Delcroix            | Joop Zoetemelk                       |
| 1993  | Évreux - Amiens                 | Johan Bruyneel           | Mario Cipollini                      |
| 1999  | Bonneval – Amiens               | Mario Cipollini          | Jaan Kirsipuu                        |
| 1999  | Amiens – Maubeuge               | Mario Cipollini          | Jaan Kirsipuu                        |
| 2004  | Amiens – Chartres               | Stuart O'Grady           | Thomas Voeckler                      |
| 2015  | Arras – Amiens                  | André Greipel            | Tony Martin                          |

#### Autres événements exceptionnels
En 1913, la ville accueille le Grand Prix automobile de France et ses 100 000 spectateurs.
Le 29 avril 2006, la Fédération française de hockey sur glace est créée à Amiens lors de la Coupe du monde de Hockey sur glace du groupe B (antichambre de l'élite mondiale) organisée dans la ville à la même époque.
Du 29 août au 1er septembre 2012, la Compagnie d'arc d'Amiens organise les championnats de France de Tir à l'arc FITA à l'Hippodrome d'Amiens.

## Sportifs liés à la ville
- Pierre Baruzy, (1897-1994), boxeur et entraîneur de boxe française ; entre 1922 et 1935, il est sacré 11 fois champion de France des poids moyens
- Urbain Wallet, (1899-1973), footballeur, a joué en équipe de France
- Max Fourny, (1904-1991), pilote automobile
- Robert Marchand, (1911-2021), recordman du monde du centenaire le plus rapide sur 100 km à vélo
- Alfred Letourneur, (1907-1975), coureur cycliste, recordman du monde de vitesse à bicyclette sur terrain plat et derrière abri
- Jacques Bellenger, (1927-), coureur cycliste, vice-champion du monde de vitesse en 1951 et sextuple champion de France
- Georges Vallerey, (1927-1954), nageur spécialiste des épreuves de dos, de nage libre ; détenteur du record du monde du 3 × 100 m trois nages en 1946, médaille de bronze sur 100 m dos aux Jeux olympiques d'été de 1948 à Londres
- Jacky Braun, (1928-), joueur et entraîneur de football
- Gisèle Vallerey, (1930-2010), nageuse ; détentrice du record du monde du 100 mètres papillon en 1950
- Bernard Quennehen, (1930-), coureur cycliste, il a remporté une étape du Tour de France 1953
- Michel Macquet, (1932-2002), athlète spécialiste du lancer de javelot, 10 fois champion de France et finaliste aux Jeux Olympiques de 1956
- Jean-Luc Van Den Heede, (1945-), navigateur, détenteur du record du monde de voile en solitaire
- Pierre Mankowski, (1951-), ancien joueur et actuel entraîneur de football ; sélectionneur de l'équipe de France de football des moins de 20 ans championne du monde en 2013
- Daniel Senet, (1953-), haltérophile, médaillé d'argent en moins de 67,5 kg aux Jeux olympiques d'été de 1976 à Montréal
- Jean-Hervé Stiévenart, (1954-), athlète spécialiste du triple-saut, double champion de France
- Chantal Langlacé, (1955-), coureuse de fond, ancienne détentrice du record du monde du marathon
- Antoine Richer, (1961-), joueur de hockey sur glace, entré au temple de la renommée du hockey français
- François Farout, (1963-), joueur de tennis de table, triple champion de France et champion d'Europe par équipe en 1984
- Cathy Fleury, (1966-), judokate, championne olympique (1992) et championne du monde (1989) dans la catégorie des moins de 61 kg ; responsable du « pôle Espoirs » d'Amiens de 1998 à 2005
- Étienne Thobois, (1967-), joueur de badminton, membre des équipes de France de 1987 à 1996, ancien no 1 français et membre du « top 12 » européen
- Annemieke Fokke, (1967-), joueuse de hockey sur gazon, championne du monde et médaillée de bronze aux Jeux Olympiques, résidente amiénoise et entraîneuse de l'Amiens Sports Club
- Gérald Baticle, (1969-), ancien joueur et actuel entraîneur de football
- Nicolas Chatelain, (1970-), joueur de tennis de table, champion d'Europe par équipe en 1994 et 1998
- Philippe Gaumont, (1973-2013), coureur cycliste
- Marie Collonvillé, (1973-), heptathlonienne
- Franck Perque, (1974-), coureur cycliste, double champion du monde de cyclisme sur piste
- Mélanie Briche, (1975-), footballeuse, a joué en équipe de France
- Amélie Cocheteux, (1978-), joueuse de tennis professionnelle de 1993 à 2001
- Nacera Baghdad, (1979-), boxeuse, médaille de bronze aux championnats d'Europe en moins de 60 kg (poids légers), double championne de France en 2000 et 2001
- Louis Bouderlique, (1979-), pilote français de vol à voile, champion du monde en 2016
- Pierre Brasseur, (1980-), navigateur
- Xavier Philippe, (1980-), rameur d'aviron, membre de l'équipe de France
- Mathieu Mille, (1981-), hockeyeur, a joué en équipe de France
- Olivier Pernaut, (1981-), pilote automobile, champion de France FFSA GT
- Renaud Crignier, (1981-), joueur de roller in line hockey, membre de l'équipe de France, vice-champion du monde en 2008 et 2015
- Julie Coin, (1982-), joueuse de tennis professionnelle
- Sabrina Reghaïssia, (1983-), basketteuse, a joué en équipe de France
- Sébastien Sejean, (1983-), footballeur américain, membre de l'équipe de France et joueur NFL, formé à Amiens
- Kévin Hecquefeuille, (1984-), hockeyeur, a joué en équipe de France
- Lucie Louette, (1985-), judokate, championne d'Europe (2013) dans la catégorie des moins de 78 kg
- Thomas Roussel, (1985-), hockeyeur, a joué en équipe de France
- Brian Henderson, (1986-), hockeyeur, a joué en équipe de France
- Florent Géroux, (1986-), jockey installé aux États-Unis.
- Morgane Ribout, (1988-), judokate, championne du monde (2009) dans la catégorie des moins de 57 kg, formée au « pôle Espoirs » d'Amiens
- Caroline Loir, (1988-), kayakiste, double championne d'Europe de canoë monoplace, médaillée de bronze aux championnats du monde
- Henri-Corentin Buysse, (1988-), hockeyeur, a joué en équipe de France
- Pierre Soudry, (1988-), handballeur
- Loïc Korval, (1988-), judoka, champion Europe (2014), médaillé de bronze aux championnats du monde dans la catégorie des moins de 66 kg, formé au « pôle Espoirs » d'Amiens
- Pénélope Bonna, (1988-), judokate, championne d'Europe (2011) dans la catégorie des moins de 52 kg, formée au « pôle Espoirs » d'Amiens
- Jérémy Stravius, (1988-), nageur spécialiste des épreuves de dos, de nage libre et de papillon ; triple champion du monde et champion olympique de natation (Londres 2012)
- Paul Delecroix, (1988-), footballeur
- Steven Nzonzi, (1988-), footballeur, champion du monde 2018, formé à Amiens
- Grégory Beron, (1989-), hockeyeur, a joué en équipe de France
- Princesse Goubo, (1991-), basketteuse professionnelle
- Yann M'Vila, (1990-), footballeur, a joué en équipe de France
- Constant Lestienne, (1992-), tennisman
- Rudy Gobert, (1992-), basketteur, membre de l'équipe de France et joueur NBA, formé au « pôle Espoirs » d'Amiens
- Clément Chevrier, (1992-), coureur cycliste
- Mélanie Henique, (1992-), nageuse spécialiste du papillon
- Madeleine Malonga, (1993-), judokate
- Marie-Michelle Milapie, (1996-), basketteuse professionnelle
- Corentin Ermenault, (1996-), coureur cycliste
- Alexandre Derache, (1998-), nageur

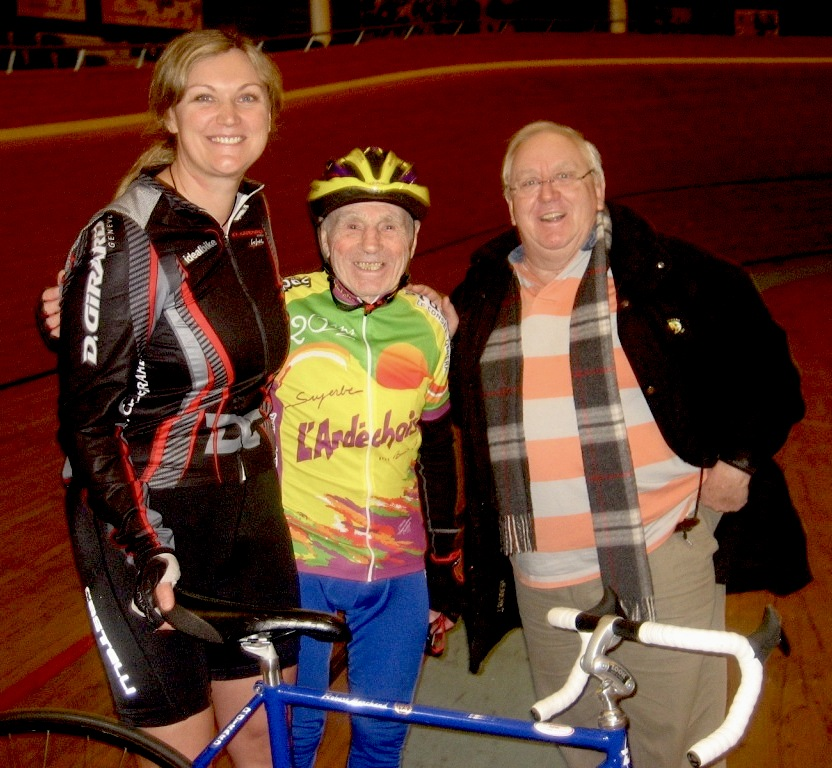
Robert Marchand
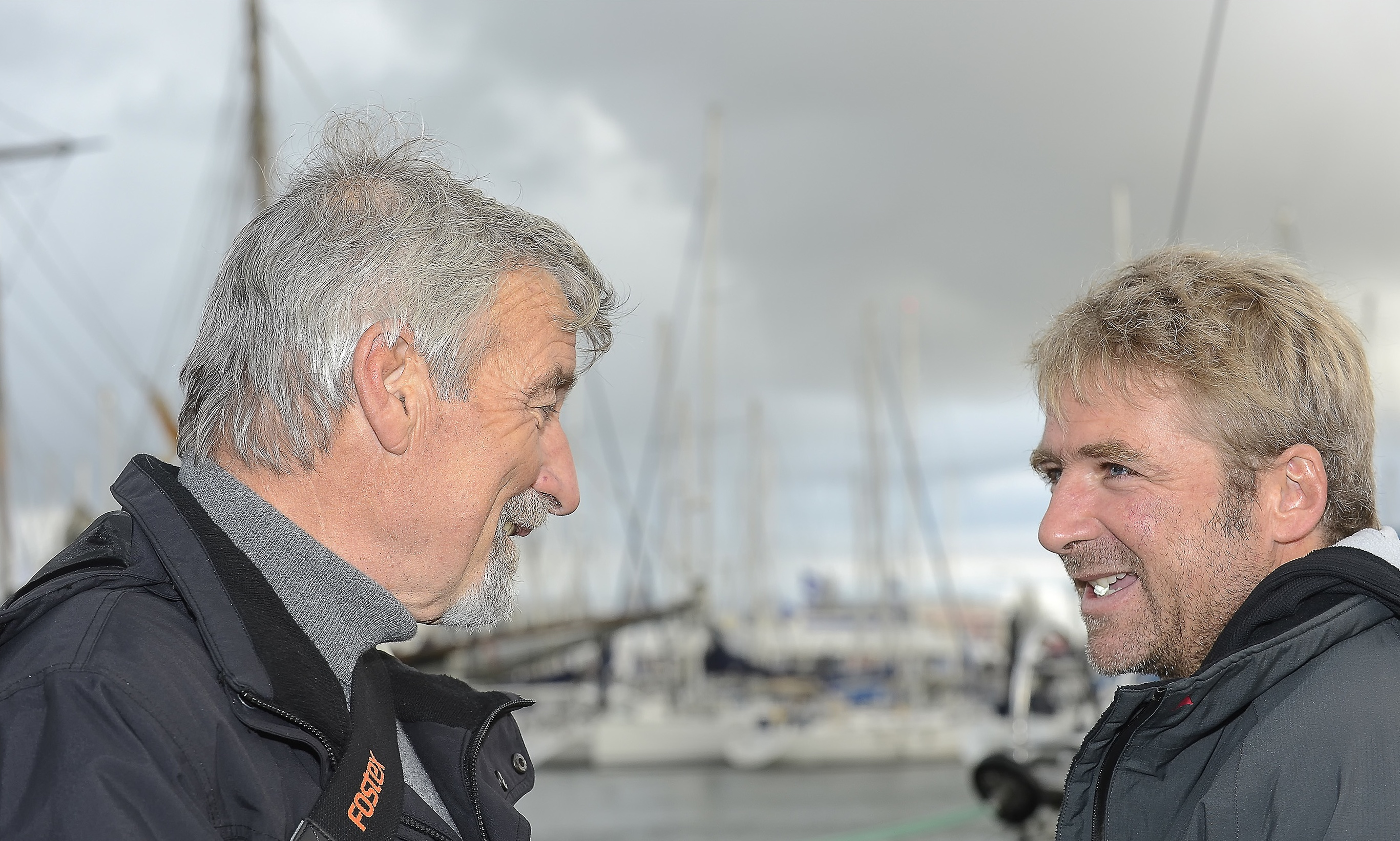
Jean-Luc Van Den Heede
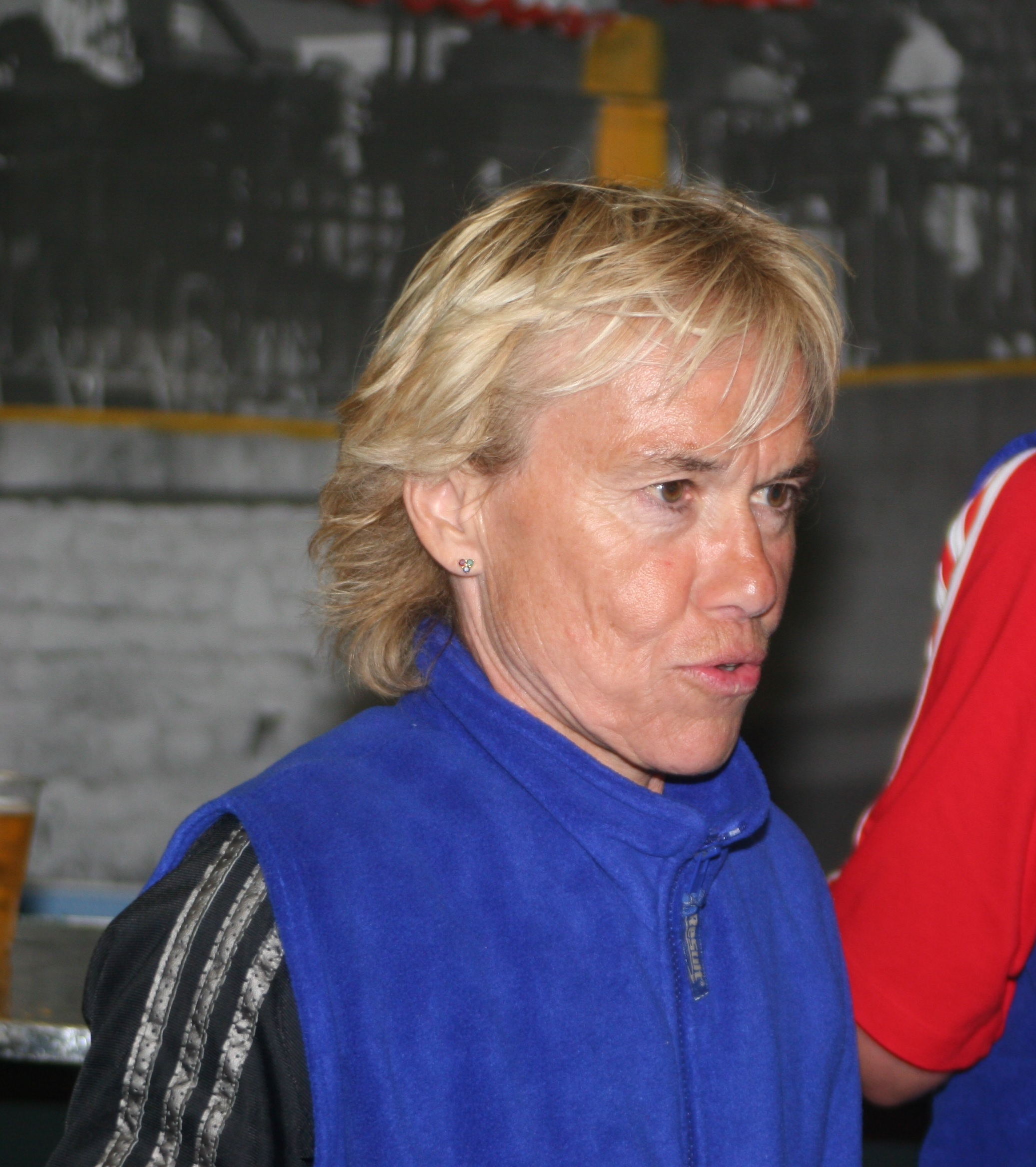
Chantal Langlacé
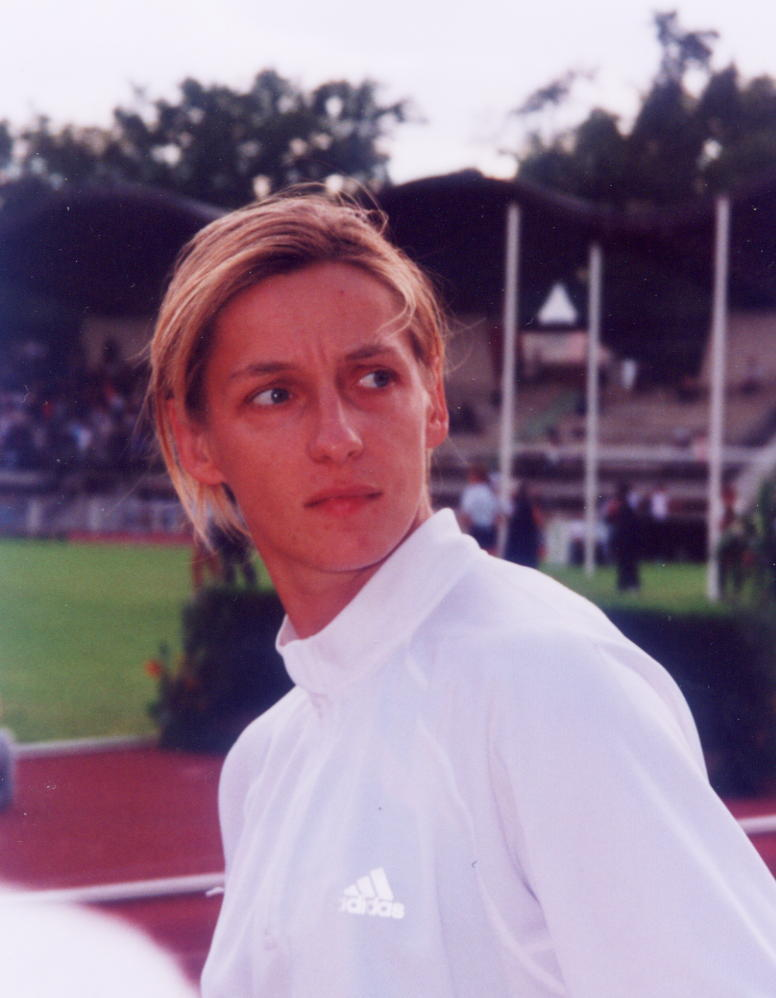
Marie Collonvillé
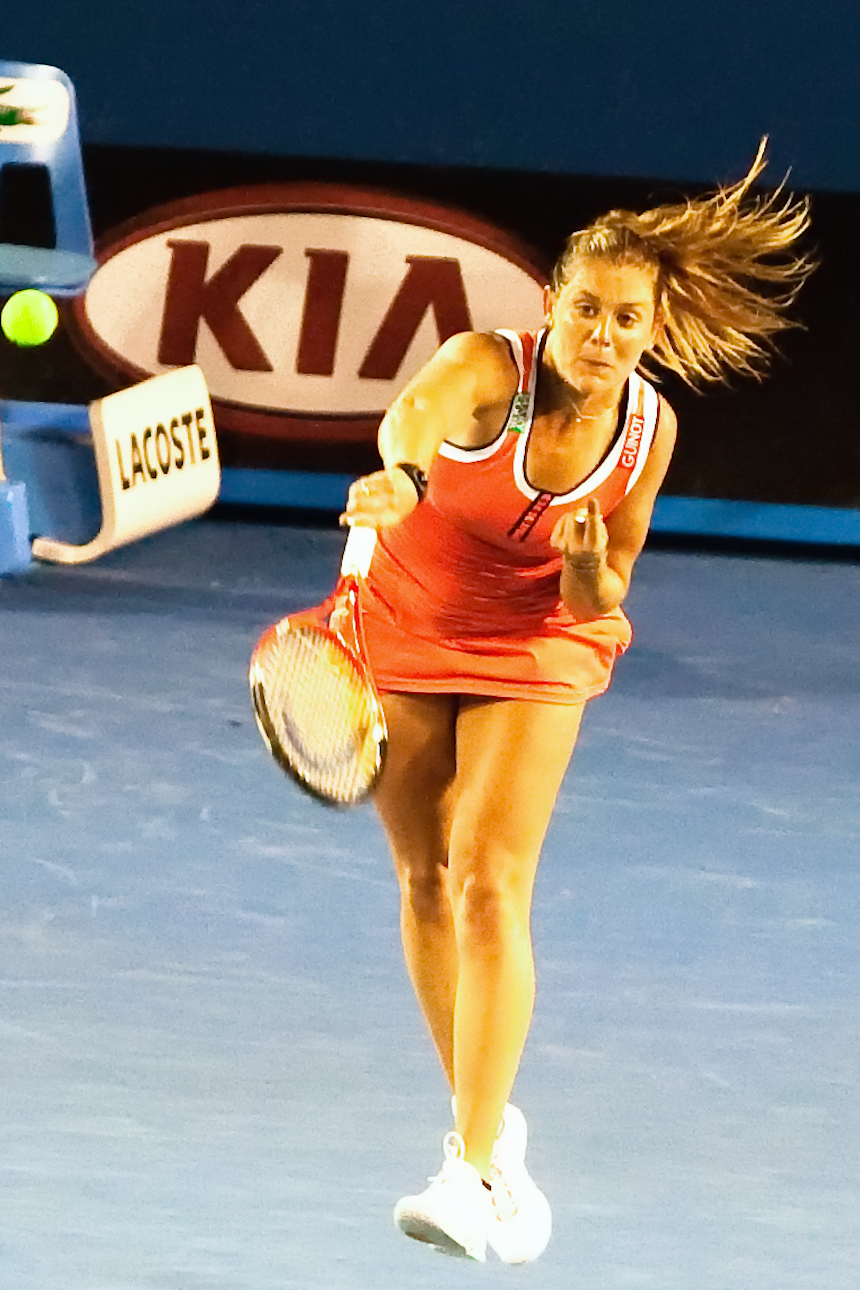
Julie Coin
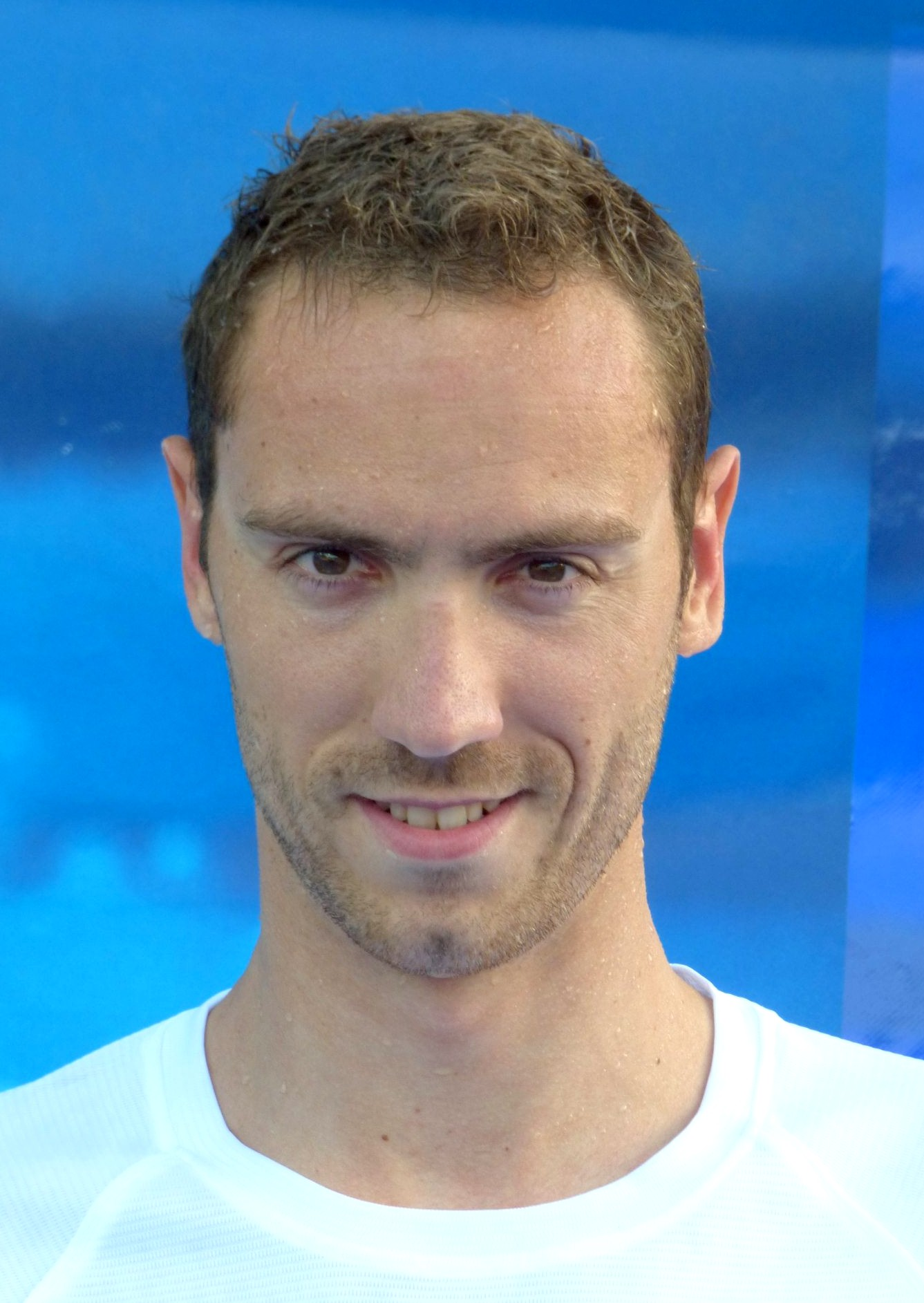
Jérémy Stravius
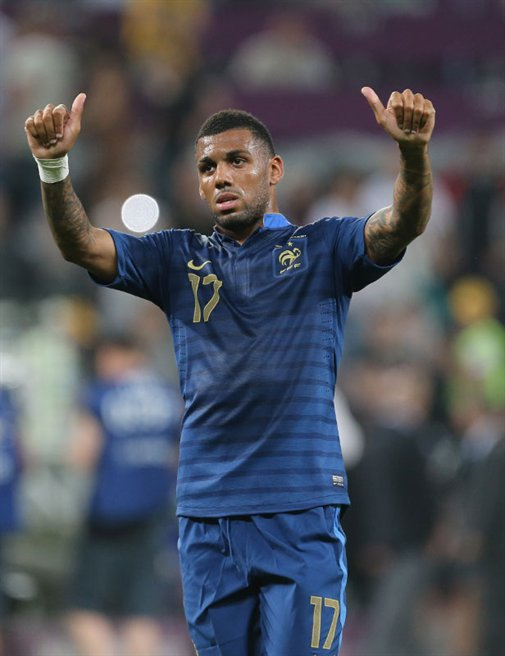
Yann M'Vila
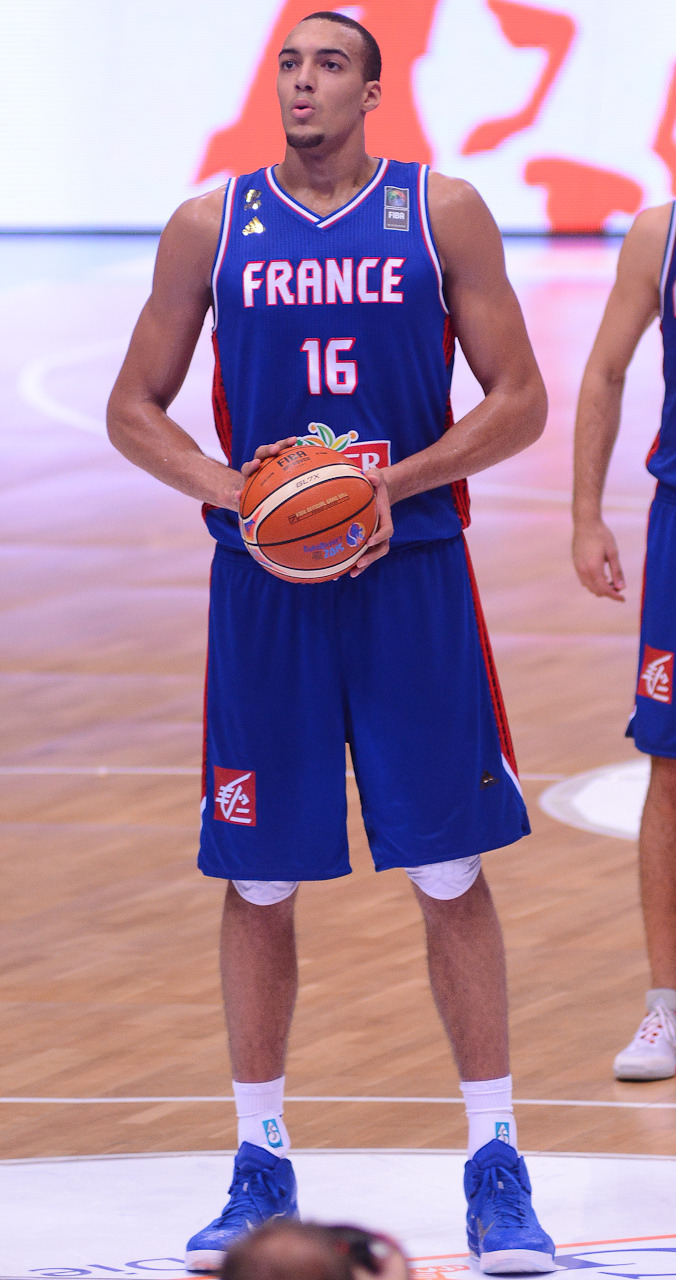
Rudy Gobert